# Eldon Gorst

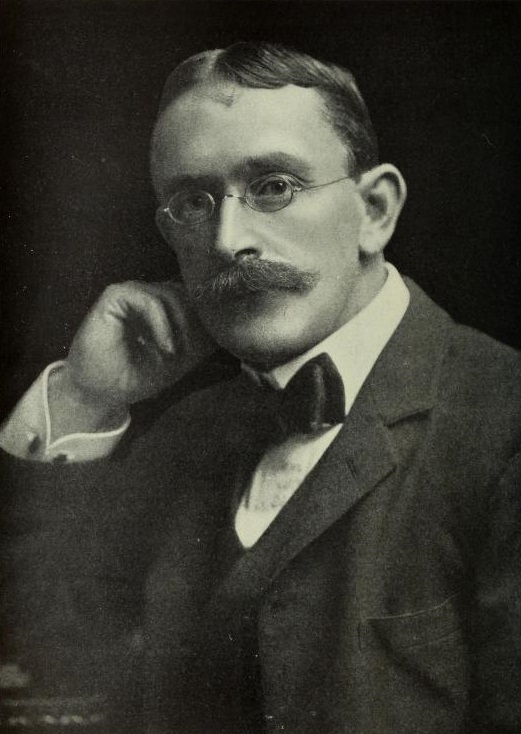
Eldon Gorst

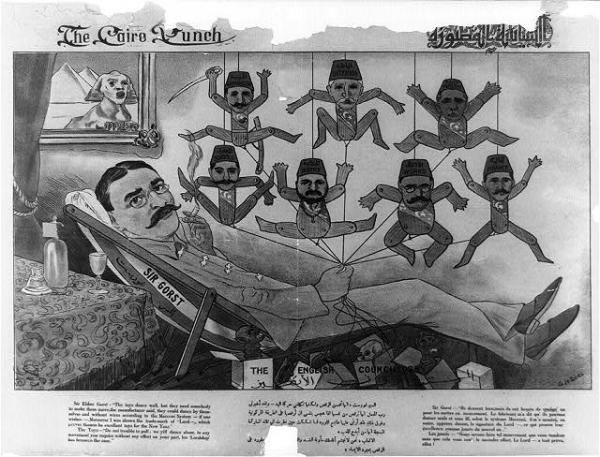
Eldon Gorst in einer Karikatur des Magazins The Cairo Punch als „Strippenzieher“ im Khedivat Ägypten (um 1910)

Sir John „Jack“ Lownes Eldon Gorst, GCMG, KCB (* 25. Juni 1861 in Neuseeland; † 12. Juli 1911) war ein britischer Diplomat, der unter anderem zwischen 1907 und seinem Tode 1911 Agent und Generalkonsul für Ägypten war.

## Leben
John „Jack“ Lownes Eldon Gorst war eines von vier Kindern und der einzige Sohn des Politikers John Eldon Gorst (1835–1916), der unter anderem von 1866 bis 1868 und erneut von 1875 bis 1906 Mitglied des Unterhauses (House of Commons), 1886 Solicitor General, zwischen 1893 und 1896 Rektor der University of Glasgow sowie als Vice-President of the Committee on Education von 1895 bis 1902 Bildungsminister war, und dessen Ehefrau Mary Elizabeth Moore. Er selbst absolvierte nach dem Besuch des renommierten Eton College ein Studium der Rechtswissenschaften am Trinity College der University of Cambridge und erhielt nach dessen Abschluss 1895 seine anwaltliche Zulassung als Barrister. Zugleich trat er in den diplomatischen Dienst ein und war in den folgenden Jahren in verschiedenen Funktionen im Khedivat Ägypten eingesetzt. Während dieser Zeit wurde er 1900 für seine Verdienste zunächst Companion des Order of the Bath (CB) sowie am 11. Juli 1902 zum Knight Commander des Order of the Bath (KCB) geschlagen, so dass er fortan den Namenszusatz „Sir“ führte.
Als Nachfolger von Charles Hardinge wurde er 1904 Assistierender Unterstaatssekretär im Außenministerium (Assistant Under-Secretary for Foreign Affairs) und bekleidete dieses Amt bis zu seiner Ablösung durch Louis du Pan Mallet 1907. Als solcher war er ab 1904 für Wirtschaft und Handel sowie zusätzlich ab 1906 für Amerika, Osteuropa und den Mittleren Osten zuständig. Am 6. Mai 1907 löste Gorst Evelyn Baring, 1. Earl of Cromer, als Agent und Generalkonsul für Ägypten ab und bekleidete diesen Posten bis zu seinem Tode am 12. Juli 1911, ehe Herbert Kitchener, 1. Earl Kitchener, am 28. November 1911 seine dortige Nachfolge antrat. Kurz vor seinem Tode wurde er am 19. Juni 1911 auch zum Knight Grand Cross des Order of St Michael and St George (GCMG) geschlagen.
Sir John „Jack“ Lownes Eldon Gorst war ab 1903 mit Evelyn Rudd verheiratet.